# Сова Петро Петрович

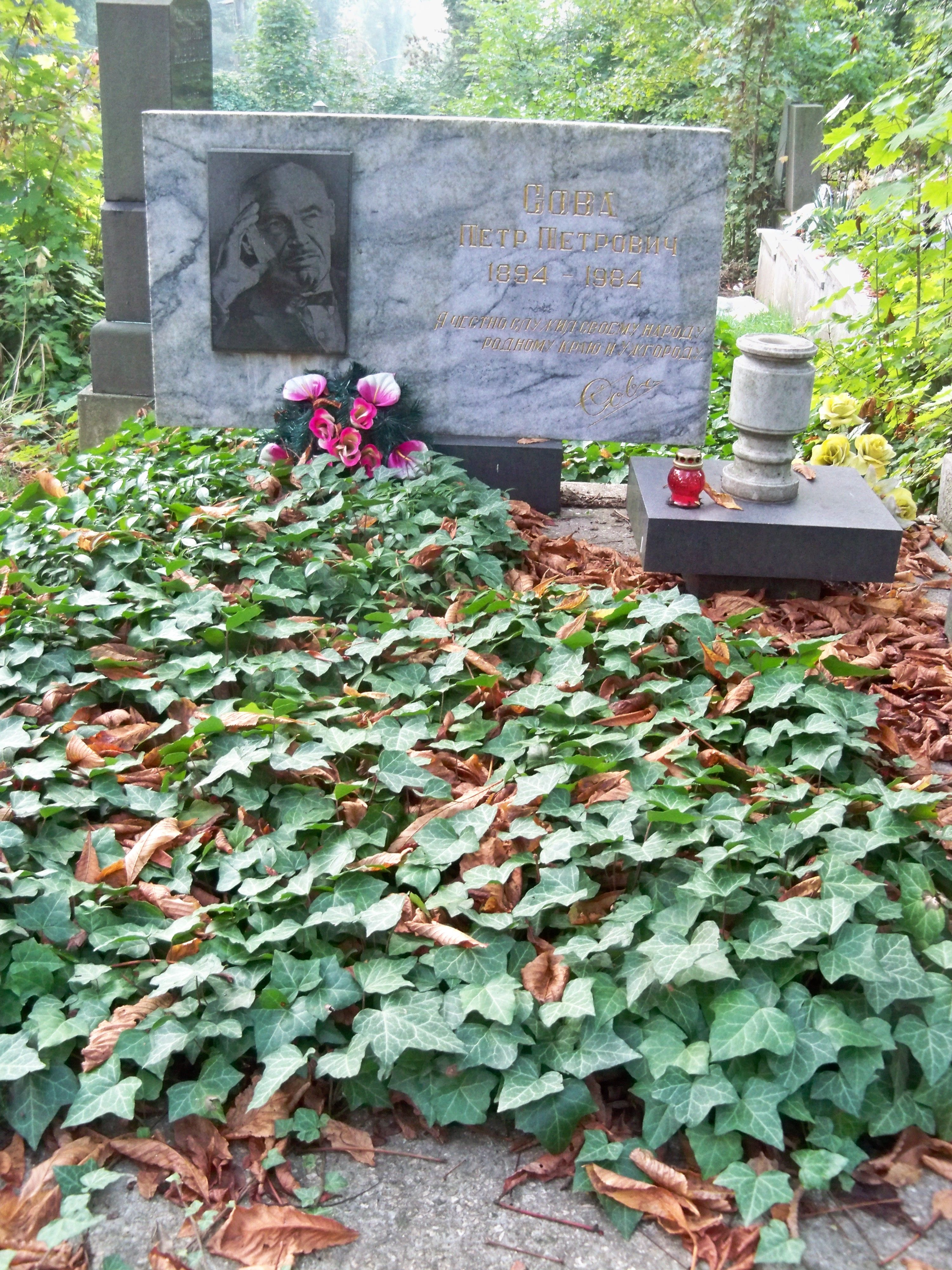
Могила Петра Сови в Ужгороді

Петро Петрович Сова (11 липня 1894 — 10 червня 1984) — історик і дослідник Закарпаття, перший заступник голови Народної Ради Закарпатської України (1944—1945).

## Життєпис
Його батько був греко-католицьким священиком. У десятилітньому віці він вступив у гімназію міста Бардейов, звідки перейшов вчитися до Пряшівської гімназії, яку закінчив у 1913 році.

## Вибрані праці
- «Прошлое Ужгорода» (1937)
- «Архітектурні пам'ятники Закарпаття» (1958)
- переклад «Слова о полку Ігоревім» на угорську мову
- статті з археології Закарпаття;